# Stato senza sbocco al mare
     Stati senza sbocco al mare
     Stati doppiamente senza sbocco al mare

Stati senza sbocco al mare
Stati doppiamente senza sbocco al mare

Uno Stato senza sbocco al mare è uno Stato che non ha alcun accesso diretto al mare aperto; concettualmente è l'opposto di uno Stato insulare, ovvero uno Stato interamente circondato da acque. Al 2023 nel mondo vi sono 44 Stati senza sbocco al mare: il Kazakistan è il più grande fra questi, seguito dalla Mongolia; il Nord America e l'Oceania sono gli unici continenti privi di Stati senza sbocco al mare. In questa definizione le coste sul Mar Caspio non vengono considerate sbocchi al mare, in quanto il Caspio non è collegato agli altri mari terrestri.
Uno Stato si dice doppiamente senza sbocco al mare se non ha sbocco sul mare e confina con Stati anch'essi tutti senza sbocco sul mare: i soli due paesi esistenti al mondo doppiamente senza sbocco al mare sono il Liechtenstein e l'Uzbekistan.

## Storia e significato
Storicamente essere senza sbocco al mare era considerata una posizione di svantaggio. Veniva a mancare la possibilità di accedere a risorse come la pesca, ma, cosa ancora più importante, al traffico marittimo che raccoglie una vasta percentuale del commercio internazionale. Le regioni costiere tendevano a essere più ricche e più popolate dell'entroterra, e ciò è vero ancora nell'epoca moderna.
Di seguito sono elencati alcuni esempi in cui uno Stato ha dedicato molti sforzi per evitare di divenire senza sbocco al mare.
- Lo Stato Libero del Congo, attuale Repubblica Democratica del Congo; a essa fu assegnata una stretta lingua di terra che passava attraverso l'Angola per collegarla alla foce del fiume Congo presso Boma, secondo quanto stabilito dalla Conferenza di Berlino del 1885; Boma fu capitale della colonia belga dal 1886 al 1929.
- La Repubblica di Ragusa, che cedette la città di Neum all'Impero ottomano in quanto non desiderava avere confini di terra con la Repubblica di Venezia; questa piccola municipalità fu ereditata dalla Bosnia ed Erzegovina, e oggi le fornisce un limitato accesso al mare, dividendo la parte croata della costa adriatica in due;
- Dopo la prima guerra mondiale, con il trattato di Versailles, una parte della Germania, definita come Corridoio di Danzica, fu assegnata alla Seconda Repubblica di Polonia per consentirle l'accesso al mar Baltico, il che era anche un pretesto per far diventare Danzica, con il suo porto, la Città Libera di Danzica. Ciò rese la Polonia uno Stato quasi senza sbocco al mare, come descritto nelle sezioni successive, ma la Polonia allargò subito il piccolo porto peschereccio di Gdynia in un grande centro di commerci;
- Il Danubio fu internazionalizzato, in modo tale che Austria, Slovacchia, Ungheria e Serbia (Stati senza sbocco al mare) e la parte meridionale della Germania (di per sé con sbocco sul mar Baltico e sul mare del Nord) potessero avere un accesso sicuro al mar Nero;
- Il regime Ba'th dell'Iraq – sotto il governo di Saddam Hussein – invase il Kuwait, suo vicino meridionale, per avere un accesso migliore al Golfo Persico nel 1990;
- La Serbia è diventata senza sbocco al mare quando il Montenegro si separò dalla Serbia e Montenegro, nel 2006. Tramite il Danubio, tuttavia, lo Stato ha accesso al mar Nero.

Di seguito sono elencati alcuni esempi in cui uno Stato ha perso l'accesso al mare, il che è spesso considerato un avvenimento critico.
- La creazione dei nuovi Stati di Eritrea e Montenegro, portati avanti da movimenti secessionisti, ha portato l'Etiopia a essere senza accesso al mare (il più popoloso al mondo)[3], e la Serbia all'utilizzo del porto montenegrino di Antivari;
- La Bolivia ha perso la costa verso il Cile durante la guerra del Pacifico. La Bolivia non ha formalmente rinunciato alla rivendicazione dell'antico dipartimento marittimo di Arica, rappresentato da una stella sulle bandiere boliviane. Ciò nonostante, nel 2010 la Bolivia ha stretto un accordo con il vicino Perù col quale ha ottenuto per 99 anni l'uso del porto di Ilo[4].
- Austria e Ungheria persero il loro accesso al mare con il trattato di Saint-Germain-en-Laye (1919) e con il trattato del Trianon (1920) rispettivamente. Prima, nonostante la Croazia fosse costituzionalmente autonoma all'interno dell'Ungheria, come corpus separatum da Budapest con un governatore nominato appositamente, essa – in quanto appartenente alle Terre della Corona di Santo Stefano – costituì l'unico sbocco al mare ungherese per traffici internazionali nei periodi 1779-1813, 1822-1848 e 1868-1918;
- Quando gli Alleati, al termine della prima guerra mondiale, si divisero l'ex Impero ottomano con il trattato di Sèvres, all'Armenia fu promessa parte del distretto di Ortahisar (all'incirca corrispondente alle odierne province di Trebisonda e Rize nell'odierna Turchia). Questo avrebbe garantito all'Armenia l'accesso al mar Nero; tuttavia, il trattato di Sèvres fu annullato con la guerra d'indipendenza turca e fu sorpassato con il trattato di Losanna, che stabilì fermamente il dominio turco sull'area.

La convenzione delle Nazioni Unite sul diritto del mare consente agli Stati senza sbocco al mare il diritto di accesso al e dal mare, senza tassazione del traffico attraverso gli Stati di transito. Le Nazioni Unite hanno un programma di azione per assistere gli Stati senza sbocco al mare in via di sviluppo, e l'attuale responsabile Sottosegretario-generale è Anwarul Karim Chowdhury.
Alcuni Stati possono avere una grande estensione della linea costiera, ma gran parte di essa può non essere utilizzata per commerci. Ad esempio, all'inizio della sua storia, la Russia aveva porti solo sul mar glaciale artico ed erano ghiacciati per la maggior parte dell'anno. L'ottenimento del controllo su porti ad acqua temperata fu una delle grandi motivazioni per l'espansione russa verso il mar Baltico, il mar Nero e l'oceano Pacifico. D'altra parte alcuni Stati senza sbocco al mare possono avere accesso agli oceani attraverso i grandi fiumi navigabili. Ad esempio il Paraguay e la Bolivia hanno accesso all'oceano attraverso i fiumi Paraguay e Paraná, rispettivamente.
Diversi Stati hanno coste solo su mari senza sbocco all'oceano, come il mar Caspio e il mar Morto, ma, dato che questi sono spesso considerati laghi e non permettono l'accesso al commercio marittimo, questi Stati sono considerati senza sbocco al mare. Il mar Caspio è tuttavia collegato artificialmente al Mar Nero tramite il canale Volga-Don tra il Volga e il Don.

## Stati senza sbocco al mare
- Afghanistan
- Andorra
- Armenia
- Austria
- Azerbaigian[6]
- Bielorussia
- Bhutan
- Bolivia
- Botswana
- Burkina Faso
- Burundi
- Rep. Centrafricana
- Ciad
- Rep. Ceca
- Etiopia
- Kazakistan[6]
- Kirghizistan
- Laos
- Lesotho[7]
- Liechtenstein
- Lussemburgo
- Macedonia del Nord
- Malawi
- Mali
- Moldavia
- Mongolia
- Nepal
- Niger
- Paraguay
- Ruanda
- San Marino[7]
- Serbia
- Slovacchia
- Sudan del Sud
- eSwatini
- Svizzera
- Tagikistan
- Turkmenistan[6]
- Uganda
- Ungheria
- Uzbekistan
- Città del Vaticano[7]
- Zambia
- Zimbabwe

A questi si aggiungono il Kosovo, l'Ossezia del Sud e la Transnistria, che tuttavia hanno un riconoscimento internazionale limitato.
Alcuni possono essere raggruppati in gruppi contigui come segue:
- Stati senza sbocco al mare dell'Asia centrale (6): Afghanistan, Kazakistan, Kirghizistan, Tagikistan, Turkmenistan, Uzbekistan
- Stati senza sbocco al mare dell'Europa centrale (9): Austria, Repubblica Ceca, Kosovo (parzialmente riconosciuto), Liechtenstein, Macedonia del Nord, Serbia, Slovacchia, Svizzera e Ungheria
- Stati senza sbocco al mare dell'Africa del Nord (10): Burkina Faso, Burundi, Repubblica Centrafricana, Ciad, Etiopia, Mali, Niger, Ruanda, Sudan del Sud, Uganda
- Stati senza sbocco al mare dell'Africa del Sud (4): Botswana, Malawi, Zambia, Zimbabwe
- Stati senza sbocco sul mare del Caucaso (2): Armenia, Azerbaigian
- Stati senza sbocco al mare dell'America del Sud (2): Bolivia, Paraguay

I restanti non confinano con alcun altro paese senza sbocco sul mare:
- Africa: Lesotho, Swaziland
- Asia: Bhutan, Laos, Mongolia, Nepal
- Europa: Andorra, Bielorussia, Lussemburgo, Moldavia, San Marino, Città del Vaticano

Se Armenia e Azerbaigian sono considerati parte dell'Europa, allora l'Europa risulta essere il continente con il maggior numero di Stati senza sbocco al mare, 17 (compreso il Kosovo). Il Kazakistan è un paese transcontinentale, pertanto se fosse incluso anch'esso il conteggio per l'Europa salirebbe. Se questi Stati fossero invece conteggiati come parte dell'Asia, allora l'Africa sarebbe il continente con più Stati senza sbocco sul mare, 16. A seconda dello status dei tre Stati transcontinentali, l'Asia ha tra 9 e 12 Stati che non affacciano sul mare, mentre il Sud America solo 2. Il Nord America e l'Oceania sono gli unici continenti senza Stati che non hanno sbocchi sul mare (da notare anche che l'Oceania ha ben pochi confini di terra).

### Stati doppiamente senza sbocco al mare
Uno Stato che non affaccia al mare circondato da altri Stati che non hanno sbocco al mare può essere definito uno Stato "doppiamente senza sbocco al mare". Una persona che si trovi in uno di questi paesi deve pertanto attraversare almeno due confini prima di giungere a una costa.
Nel mondo esistono solo due Stati che soddisfano tale descrizione:
- Liechtenstein, nell'Europa centrale
- Uzbekistan, nell'Asia centrale

L'Uzbekistan confina con Turkmenistan e Kazakistan, che non confinano con il mare, ma con il Mar Caspio, da cui le navi possono raggiungere il Mar d'Azov tramite il Canale Volga-Don, e in seguito il Mar Nero, il Mar Mediterraneo, l'Oceano Atlantico e fino agli altri oceani.
Il Liechtenstein confina con la Svizzera e con l'Austria, che non confinano con il mare. Dall'Austria, attraverso il Danubio internazionalizzato si accede al Mar Nero.

### Stati quasi senza sbocco al mare
Gli Stati quasi senza sbocco al mare sono gli Stati in cui il litorale rappresenta una piccola parte della loro frontiera.
Con una percentuale inferiore al 4% della lunghezza della frontiera vi sono:
- RD del Congo (Oceano Atlantico) 0,3% (37 km)[N 1]
- Bosnia ed Erzegovina (Mare Adriatico) 1,4% (26 km)[N 2]
- Giordania (Mar Rosso) 1,6% (20 km)[N 3]
- Iraq (Golfo Persico) 1,6% (58 km)[N 4]
- Rep. del Congo (Oceano Atlantico) 3,0% (167 km)
- Togo (Oceano Atlantico) 3,3% (56 km)[N 5]
- Slovenia (Mare Adriatico) 3,4% (47 km)[N 6]

## Marine militari di stati senza sbocco al mare
Pur essendo privi di un accesso diretto agli oceani, molti Stati senza sbocco al mare mantengono in servizio forze navali a ordinamento militare o di polizia, equipaggiate con imbarcazioni leggere quali motovedette e pattugliatori per la sorveglianza della rete fluviale o dei bacini lacustri di cui la nazione dispone. Queste forze navali sono generalmente parte dell'esercito, della gendarmeria, delle guardie di frontiera o della polizia nazionale, ma in alcuni Stati sono costituite come vere e proprie marine militari, parte delle forze armate e di rango pari a esercito e aeronautica militare:
- Azerbaigian: Azərbaycan hərbi dəniz qüvvələri
- Bolivia: Armada Boliviana
- Kazakistan: Äskerï-teñiz küşteri
- Laos: Lao People's Navy
- Paraguay: Armada Paraguaya
- Turkmenistan: Türkmenistanyň Harby-deňiz Güýçleri